# 塞米利縣

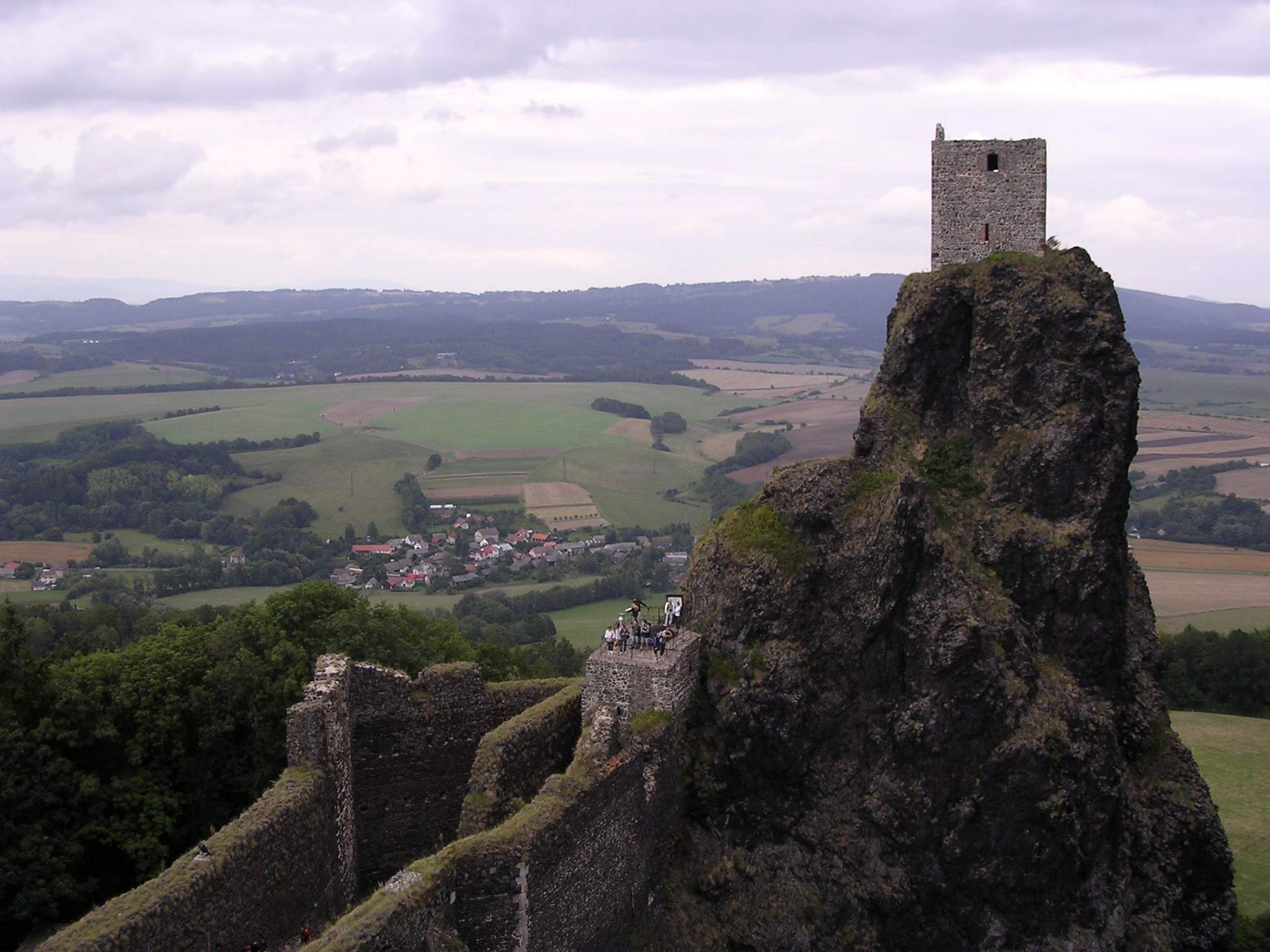

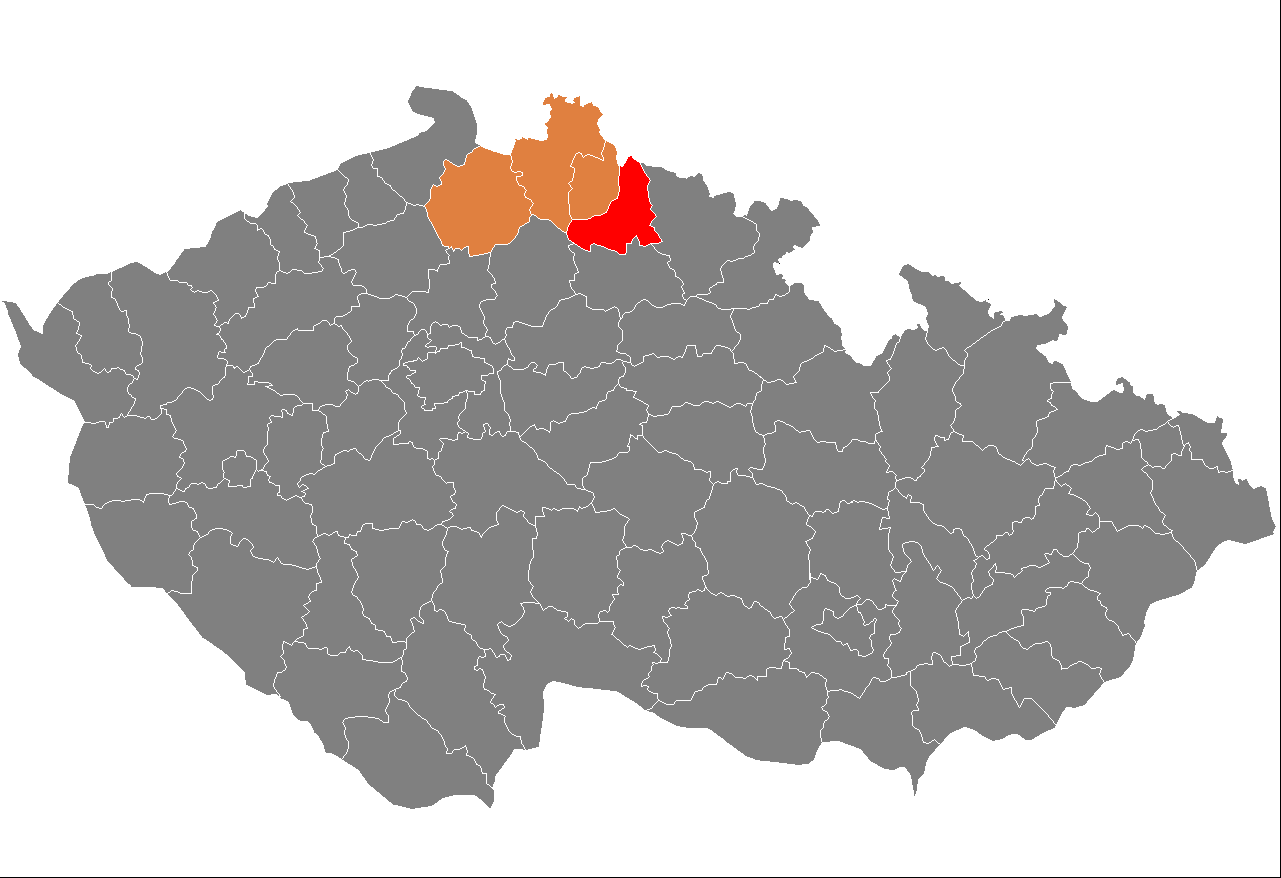

50°36′10″N 15°20′04″E / 50.60278°N 15.33444°E
塞米利縣（捷克語：Okres Semily），是捷克的縣份，位於該國北部，由利貝雷茨州負責管轄，首府設於塞米利，面積699平方公里，2007年人口74,596，人口密度每平方公里107人。